# Aphyolebias
Aphyolebias – rodzaj ryb karpieńcokształtnych z rodziny strumieniakowatych (Rivulidae).

## Klasyfikacja
Gatunki zaliczane do tego rodzaju:
- Aphyolebias boticarioi
- Aphyolebias claudiae
- Aphyolebias manuensis
- Aphyolebias obliquus
- Aphyolebias peruensis – zagrzebiec peruwiański[3][4]
- Aphyolebias rubrocaudatus
- Aphyolebias schleseri
- Aphyolebias wischmanni